# M Anwar Beg Moghal
M Anwar Beg Moghal (negdje kao M. Moghal) je bivši pakistanski hokejaš na travi. 
Igrao je na mjestu vratara.
Na hokejaškom turniru na Olimpijskim igrama 1948. u Londonu je igrao za Pakistan, koji je osvojio 4. mjesto.